# (11134) České Budějovice
(11134) České Budějovice est un astéroïde de la ceinture principale découvert par Miloš Tichý et Zdeněk Moravec le 4 décembre 1996 à l'observatoire Kleť en République tchèque.

## Nom
L'astéroïde a été nommé en hommage à České Budějovice, ville proche de l'observatoire de découverte. La citation de nommage est la suivante :
« Ceské Budejovice is the historic, cultural, educational, industrial and administrative center of south Bohemia. Originally known as Budiwoyz or Budoywiz, the German form of which is Budweis, the city is famous for its beer. There is an observatory in the city, and the Klet Observatory is situated on nearby Klet mountain. »
soit en français :

« České Budějovice est le centre historique, culturel, éducatif, industriel et administratif de la Bohême du sud. Connue à l'origine sous le nom de Budiwoyz ou Budoywiz, dont la forme allemande est Budweis, la ville est célèbre pour sa bière. Il y a un observatoire dans la ville et l'observatoire Klet est situé sur la montagne Klet à proximité. »